# Дью-Вест (Південна Кароліна)
Дью-Вест (англ. Due West) — місто (англ. town) в США, в окрузі Аббвілл штату Південна Кароліна. Населення — 1219 осіб (2020).

## Географія
Дью-Вест розташований за координатами 34°20′5″ пн. ш. 82°23′26″ зх. д. / 34.33472° пн. ш. 82.39056° зх. д. (34.334769, -82.390634).  За даними Бюро перепису населення США в 2010 році місто мало площу 4,25 км², з яких 4,24 км² — суходіл та 0,01 км² — водойми.

## Демографія
Згідно з переписом 2010 року, у місті мешкало 1247 осіб у 293 домогосподарствах у складі 172 родин. Густота населення становила 293 особи/км².  Було 345 помешкань (81/км²).
Расовий склад населення:
| - 81,6 % — білих - 15,6 % — чорних або афроамериканців - 0,6 % — азіатів - 0,1 % — корінних американців |

До двох чи більше рас належало 1,5 %. Частка іспаномовних становила 1,4 % від усіх жителів.
За віковим діапазоном населення розподілялося таким чином: 11,2 % — особи молодші 18 років, 72,7 % — особи у віці 18—64 років, 16,1 % — особи у віці 65 років та старші. Медіана віку мешканця становила 22,4 року. На 100 осіб жіночої статі у місті припадало 87,0 чоловіків;  на 100 жінок у віці від 18 років та старших — 84,2 чоловіків також старших 18 років.
Середній дохід на одне домашнє господарство  становив 58 244 долари США (медіана — 51 953), а середній дохід на одну сім'ю — 67 943 долари (медіана — 58 542). Медіана доходів становила 37 708 доларів для чоловіків та 34 583 долари для жінок. За межею бідності перебувало 15,5 % осіб, у тому числі 10,0 % дітей у віці до 18 років та 14,7 % осіб у віці 65 років та старших.
Цивільне працевлаштоване населення становило 421 особа. Основні галузі зайнятості: освіта, охорона здоров'я та соціальна допомога — 46,1 %, мистецтво, розваги та відпочинок — 16,6 %, роздрібна торгівля — 9,5 %, виробництво — 5,2 %.